# Corylophus
Corylophus är ett släkte av skalbaggar som beskrevs av Stephens 1835. Corylophus ingår i familjen punktbaggar.
Släktet innehåller bara arten Corylophus cassidoides.